# Čas sluhů
Čas sluhů è un film del 1990 diretto da Irena Pavlásková, vincitore della Menzione speciale per la miglior opera prima al 43º Festival di Cannes.